# Festspielhaus Hellerau
Le Festspielhaus Hellerau est une institution allemande d'enseignement de la musique et de la danse implantée à Dresde, dans le district d'Hellerau. Elle a mené au début du XXe siècle une expérience révolutionnaire dans le domaine de l'enseignement de ces deux disciplines.

## Historique
L'Institut de Hellerau a été construit en 1911 dans le cadre d'une cité-jardin à l'initiative de deux mécènes, les frères Dohrn, pour le musicien et pédagogue suisse Émile Jaques-Dalcroze afin qu'il puisse y développer sa pédagogie musicale : la rythmique.

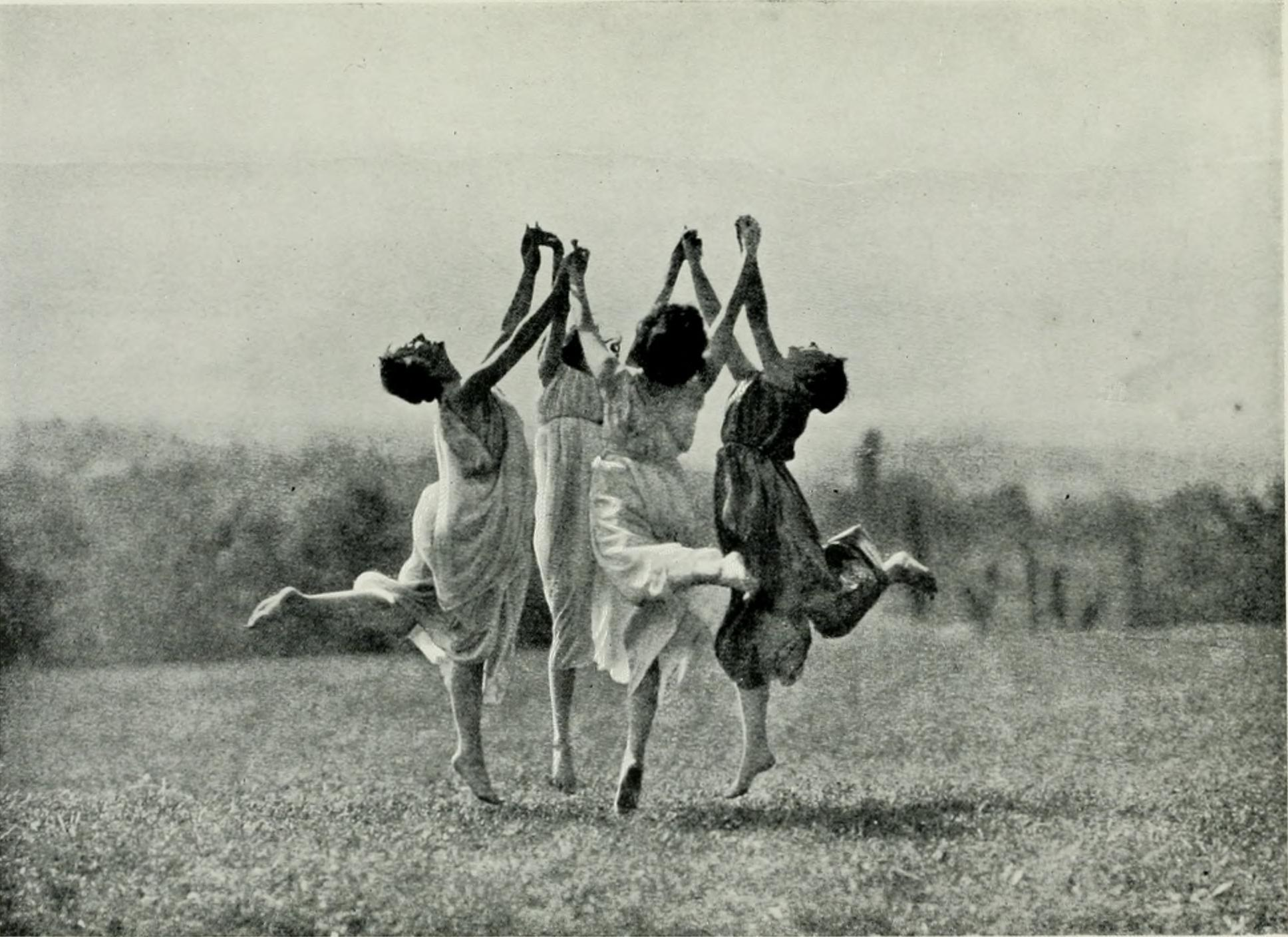
Des étudiantes de l'institut en 1912.

Jusqu'en 1914, les expériences menées à l'Institut Jaques-Dalcroze de Hellerau en collaboration avec le scénographe suisse Adolphe Appia, ont bouleversé à la fois l’univers de la musique, de la danse, de l'expression et de l'architecture scéniques. Premier espace théâtral moderne, où le spectacle n'est plus objet de consommation mais un événement vécu par tous de l'intérieur, il a attiré toute l'Europe artistique, de Stanislavski à Claudel en passant par Rachmaninov, Franz von Hoesslin, Stefan Zweig, Max Reinhardt, Rainer Maria Rilke, Lou Andreas-Salomé, Georges Pitoëff, George Bernard Shaw, Le Corbusier et bien d’autres, parmi lesquels Ernest Ansermet qui déclara : « Vous y allez en curieux, vous en revenez en pèlerin ».
Le Festspielhaus Hellerau — dont sont issues de nombreuses écoles de formation Jaques-Dalcroze dans le monde entier — remet en perspective l'impact de la rythmique sur l'art chorégraphique, théâtral et  lyrique, la scénographie, la gestuelle de l'acteur, notamment des figurants. Ainsi que son influence sur l'évolution de la danse moderne et contemporaine du XXe siècle à nos jours ; à travers des élèves tels que Marie Rambert et Mary Wigman, ou des visiteurs comme Diaghilev (qui engagea Marie Rambert pour travailler avec les Ballets russes sur Le Sacre du printemps) et Vaslav Nijinski, les recherches menées à Hellerau ont été le terreau de nombreuses filiations.
Après avoir été occupé par l'Armée rouge après la Seconde Guerre mondiale, jusqu'à la chute du Mur de Berlin, le Festspielhaus Hellerau est aujourd'hui fidèle à sa vocation puisqu'il est devenu un centre artistique européen, le Kunstforum Hellerau.